# SsangYong Rеxton
Сангјонг рекстон (енгл. SsangYong Rеxton) је теренски аутомобил јужно корејског произвођача Сангјонг (SsangYong) специјализаованог за производњу СУВ возила. Са платформом која је базирана на Мерцедес-Бенц М-класа, рекстон комбинује лакоћу управљања и удобност лимузине са снагом и озбиљношћу војног возила. Доступан је у верзији са 5 и са 7 седишта без разлике у међуосовинском растојању и величини каросерије. Дизајн је урађен у познатом торинском студију Italdesign од стране легендарног Giorgetto Giugar-a.
Производња прве генерације рекстона почиње пред сам крај 2001. године а 2004, 2006. и 2013. Рекстон доживљава рестилизације и технолошка усавршавања. Захваљујући чињеницама да је направљен на пуној шасији и као и да одлично подноси екстремне услове вожње, рекстон се од свог настанка до данас користи у војсци Јужне Кореје. Возила која се дистрибуирају за територију Европе се произведе у Сангјонг постројењима у Пјонгтеку, Јужна Кореја која одликује тростепени систем контроле и која испуњавају све ЕУ стандарде у погледу технологије и заштите животне средине.

## Прва генерација (2001—2006)

### Галерија
- Певачи Екстра Нина и Бобан Здравковић са првом генерацијом рекстона
- Бобан Здравковић са првом генерацијом рекстона
- Рекстон се не плаши да иде ван утабаних стаза

## Друга генерација (2006—2013)

### Галерија
- Друга генерација рекстона (Rexton II)
- Друга генерација рекстона (Rexton II)
- Друга генерација рекстона (Rexton II)
- Представљање друге ганарације рекстона

## Трећа генерација (2013-данас)

### Галерија
- Увозник Сангјонг возила за Србију, компанија Ратола, представила је рекстон W на BG Car Show 2014
- Због своје издржљивости и поузданости рекстон W је одабрано возило војске Јужне Кореје